# Joseph Phillips
Joseph "Joe" Phillips, född 24 mars 1911, död 13 november 1987, var en indisk landhockeyspelare.
Phillips blev olympisk guldmedaljör i landhockey vid sommarspelen 1936 i Berlin.